# Cuvier (månekrater)
Cuvier er et nedslagskrater på Månen. Det befinder sig på den sydlige halvkugle på Månens forside og er opkaldt efter den franske videnskabsmand og palæontolog Georges Cuvier (1769 – 1832).
Navnet blev officielt tildelt af den Internationale Astronomiske Union (IAU) i 1935. 

## Omgivelser
Cuvierkrateret er forbundet med det øst-sydøstlige rand af det usædvanlige Heraclituskrater. Mod nordøst ligger Clairautkrateret. 

## Karakteristika
Kraterranden er nedslidt og eroderet af senere nedslag, så den ydre væg nu er afrundet og blevet lavere. Der ligger et lille, men bemærkelsesværdigt kraterpar over den nordlige rand, og to andre små kratere ligger over de østlige og sydlige dele af randen. Ligeledes er der adskillige småkratere over randen mod nord-nordvest. Hvor randen deles med Heraclitus, er der en let indadgående bule, så den på et kort stykke ser lidt fladere ud.
Kraterbunden er jævn og næsten uden særlige formationer, og meget af den synes at være dækket af nye lag. Overfladen har ikke den lave albedo, som er karakteristisk for et mare, og den svarer til farvetonen af det omgivende terræn. Bunden udviser i stedet svage spor af materialer fra et strålesystem andetsteds fra.

## Satellitkratere
De kratere, som kaldes satellitter, er små kratere beliggende i eller nær hovedkrateret. Deres dannelse er sædvanligvis sket uafhængigt af dette, men de får samme navn som hovedkrateret med tilføjelse af et stort bogstav. På kort over Månen er det en konvention at identificere dem ved at placere dette bogstav på den side af satellitkraterets midte, som ligger nærmest hovedkrateret. Cuvierkrateret har følgende satellitkratere:
| Cuvier | Længde  | Bredde  | Diameter |
| ------ | ------- | ------- | -------- |
| A      | 52,4° S | 12,0° Ø | 18 km    |
| B      | 51,7° S | 13,8° Ø | 17 km    |
| C      | 49,9° S | 11,7° Ø | 9 km     |
| D      | 51,3° S | 7,8° Ø  | 17 km    |
| E      | 52,3° S | 12,9° Ø | 19 km    |
| F      | 52,2° S | 11,2° Ø | 16 km    |
| G      | 50,8° S | 7,5° Ø  | 8 km     |
| H      | 48,6° S | 8,5° Ø  | 10 km    |
| J      | 49,3° S | 8,8° Ø  | 6 km     |
| K      | 52,2° S | 10,0° Ø | 8 km     |
| L      | 48,9° S | 9,8° Ø  | 13 km    |
| M      | 53,3° S | 10,9° Ø | 6 km     |
| N      | 53,4° S | 12,1° Ø | 4 km     |
| O      | 51,6° S | 12,1° Ø | 10 km    |
| P      | 50,0° S | 12,7° Ø | 11 km    |
| Q      | 51,6° S | 10,6° Ø | 13 km    |
| R      | 51,0° S | 13,1° Ø | 7 km     |

## Måneatlas
- Billeder af Cuvierkrateret i LPI-måneatlasset